# Ospedaletto Euganeo
Ospedaletto Euganeo es una comuna italiana, de 5.794 habitantes, de la provincia de Padua, en la región del Véneto.

## Clima
Tiene un clima continental con veranos calurosos e inviernos bastante duros. La elevada humedad en la zona favorece la niebla como en el resto de la región del Véneto durante el invierno y el otoño. También las precipitaciones se distribuyen uniformemente a lo largo del año aunque son un poco más pronunciadas en invierno. En primavera y otoño normalmente están caracterizados por perturbaciones de origen atlántico.

## Evolución demográfica
| Gráfica de evolución demográfica de Ospedaletto Euganeo entre 1861 y 2001 |
|                                                                           |
| Fuente ISTAT - elaboración gráfica de Wikipedia                           |